# Austroasca
Austroasca  (лат.) — род цикадок из отряда Полужесткокрылых.

## Описание
Цикадки длиной около 3—4 мм. Стройные, зеленоокрашенные. Все апикальные жилки надкрылий отходят от дистальной части медиальной ячейки. В СССР 5 видов.
- Austroasca pontica Kirejtshuk, 1979
- Austroasca vittata (Lethierry, 1884) — от Европы до Японии и Вьетнама